# Yuki-onna

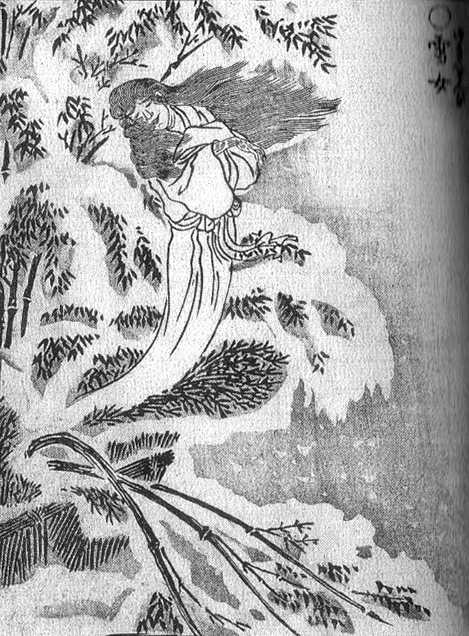
Una yuki-onna in una stampa di Toriyama Sekien nel Gazu Hyakki Yagyō

Le yuki-onna (雪女? lett. "donna delle nevi") sono una classe di yōkai, creature soprannaturali del folclore giapponese. Sono talvolta confuse con le yama-uba ("vecchia della montagna").

## Aspetto
La yuki-onna appare come una bellissima donna alta, dai capelli lunghi, dalla pelle inumanamente pallida e talvolta perfino trasparente; quando appare di notte tra le nevi si confonde con il paesaggio (così è descritta ad esempio in Kwaidan: Stories and Studies of Strange Things di Lafcadio Hearn). Talvolta indossa un kimono bianco, ma in altre leggende è nuda, con solo la faccia, i capelli e il pube in evidenza sulla neve. A dispetto della sua inumana bellezza, i suoi occhi provocano terrore nei mortali; inoltre nel camminare sulla neve non lascia orme (secondo alcune storie non ha piedi, un tratto comune agli yūrei), e può trasformarsi in una nuvola di nebbia o neve se minacciata.

## Comportamento

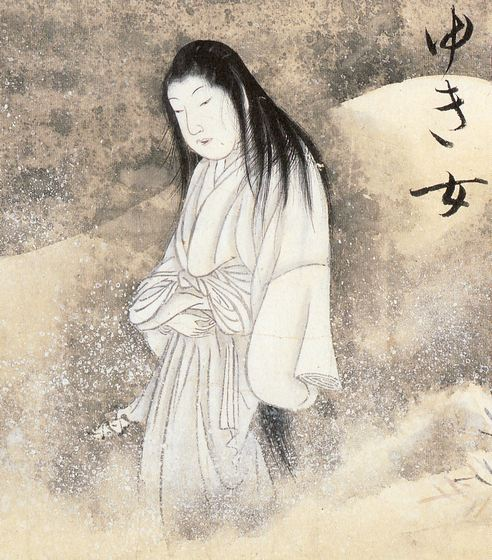
Una yuki-onna tratta dallo Hyakkai Zukan, una raccolta di illustrazioni di demoni, mostri e spiriti giapponesi

La yuki-onna, associata all'inverno e alle tempeste di neve, è secondo alcune leggende lo spirito di una donna morta assiderata tra la neve. È allo stesso tempo bellissima e serena, eppure spietata nell'uccidere gli incauti viandanti. Fino al XVIII secolo, era quasi sempre ritratta come malvagia; oggi, invece, molte storie la descrivono in toni più umani, enfatizzando la sua natura spettrale e la sua bellezza effimera.
In molte storie, le yuki-onna si rivelano ai viandanti intrappolati nelle bufere di neve, e usano il loro alito gelato per ucciderli e congelare il loro cadavere; in altre leggende invece si limita a condurli fuori dal sentiero per poi lasciarli morire assiderati. Altre volte ancora, si manifesta con un bambino fra le braccia, e quando un soccorritore cerca di prendere il bambino dalle sue braccia rimane congelato sul posto; vittime di questa tattica sono spesso i genitori in cerca dei loro figli dispersi durante una tempesta di neve. In altre leggende le yuki-onna sono molto più aggressive, e invadono fisicamente le abitazioni delle loro vittime, spalancando la porta con una folata di vento gelido e uccidendo nel sonno; in alcune leggende ciò può avvenire solo se lo spirito è stato inavvertitamente "invitato" da un residente.
Lo scopo della yuki-onna varia di storia in storia: talvolta si accontenta della morte della sua vittima; altre volte ha tratti vampireschi, e priva le vittime del loro sangue o della loro forza vitale; occasionalmente si comporta come un succubo e seduce gli uomini per sottrarre la loro energia o congelarli attraverso un rapporto sessuale o un bacio.
Talvolta la yuki-onna lascia andare la sua vittima. In una popolare leggenda, ad esempio, lascia fuggire un ragazzo in considerazione della sua età e della sua bellezza, facendogli però promettere di non parlare mai di quanto è successo; quando, in età avanzata, l'uomo racconta la storia alla moglie questa si rivela essere la stessa yuki-onna, e lo abbandona per aver infranto la promessa, risparmiandolo in considerazione dei figli, ma promettendo di ritornare a vendicarsi se egli facesse loro del male. In una leggenda simile, la yuki-onna si scioglie quando il marito rivela la sua vera natura.